# Юрика (Техас)
Юрика (англ. Eureka) — місто (англ. city) в США, в окрузі Наварро штату Техас. Населення — 313 особи (2020).

## Географія
Юрика розташована за координатами 32°0′24″ пн. ш. 96°16′14″ зх. д. / 32.00667° пн. ш. 96.27056° зх. д. (32.006774, -96.270567).  За даними Бюро перепису населення США в 2010 році місто мало площу 6,24 км², з яких 6,07 км² — суходіл та 0,17 км² — водойми.

## Демографія
Згідно з переписом 2010 року, у місті мешкало 307 осіб у 128 домогосподарствах у складі 95 родин. Густота населення становила 49 осіб/км².  Було 157 помешкань (25/км²).
Расовий склад населення:
| - 91,9 % — білих - 4,6 % — чорних або афроамериканців - 1,0 % — осіб інших рас |

До двох чи більше рас належало 2,6 %. Частка іспаномовних становила 3,3 % від усіх жителів.
За віковим діапазоном населення розподілялося таким чином: 19,9 % — особи молодші 18 років, 61,9 % — особи у віці 18—64 років, 18,2 % — особи у віці 65 років та старші. Медіана віку мешканця становила 46,5 року. На 100 осіб жіночої статі у місті припадало 102,0 чоловіків;  на 100 жінок у віці від 18 років та старших — 101,6 чоловіків також старших 18 років.
Середній дохід на одне домашнє господарство  становив 83 526 доларів США (медіана — 54 643), а середній дохід на одну сім'ю — 95 984 долари (медіана — 64 375). За межею бідності перебувало 9,5 % осіб, у тому числі 8,4 % дітей у віці до 18 років та 15,5 % осіб у віці 65 років та старших.
Цивільне працевлаштоване населення становило 162 особи. Основні галузі зайнятості: освіта, охорона здоров'я та соціальна допомога — 37,7 %, роздрібна торгівля — 11,1 %, науковці, спеціалісти, менеджери — 11,1 %.